# Partido de los Socialistas de la República de Moldavia
El Partido de Socialistas de la República de Moldavia (en rumano: Partidul Socialiştilor din Republica Moldova: Partidul Socialiştilor alboroto Republica Moldova, PSRM; en ruso: Партия социалистов Республики Молдова
, Partija socialistov Respubliki Moldova) es un partido político moldavo socialista Entre 2005 y 2011 se denominó Partido de los Socialistas de Moldova «Madrepatria» (Partidul Socialiştilor alboroto Moldova «Patria-Rodina», PSMPR).

## Características
El partido fue fundado en 1997 por miembros del Partido Socialista de Moldovia. El congreso fundacional tuvo lugar el 29 de junio en Chişinău. Veronica Abramciuc y Eduard Smirnov fueron elegidos presidentes de la nueva agrupación.
En 2011, Igor Dodon, antiguo miembro del Partido de los Comunistas de la República de Moldavia (PCRM), se unió el partido y fue elegido como su presidente el 18 de diciembre. Posteriormente se conformó un grupo parlamentario, que incluyó a tres antiguos representantes del PCRM, logrando representación en el cuerpo legislativo del país.
En las elecciones generales de 2014 fue el partido más votado con alrededor del 20% de los sufragios. De todas formas, continuó dentro de la oposición, ya que otros dos partidos de centro derecha y proeuropeos formaron un gobierno de coalición.

## Resultados electorales
El PSRM participó en las elecciones parlamentarias de 1998 y 2001 sin demasiado éxito. En las elecciones legislativas de 2005 formó parte de la coalición Bloque Electoral de la Madrepatria, recibiendo el 4,97% votos, pero no obtuvo representantes, al no superar el umbral electoral de 6%.
En las elecciones legislativas de abril y julio de 2009, así como en las 2010 apoyó al Partido de los Comunistas. Su dirigente, Veronica Abramciuc, formó parte de la lista de candidatos de dicho partido.
En las elecciones presidenciales de 2016, su candidato y líder partidario, Igor Dodon, triunfó con el 55,9% de los votos, frente a su principal rival, Maia Sandu, del Partido Liberal Demócrata, que consiguió el 44,1% de los sufragios.

### Parlamento
| Año de elección | Votos        | Porcentaje | Escaños | Variación   |
| --------------- | ------------ | ---------- | ------- | ----------- |
| 1998            | 9514         | 0,59       | 0       |             |
| 2001            | 7277         | 0,46       | 0       | Sin cambios |
| 2005            | 77.490       | 4,97       | 0       | Sin cambios |
| 2009 (abril)    | No participó |            |         |             |
| 2009 (julio)    | No participó |            |         |             |
| 2010            | No participó |            |         |             |
| 2014            | 327.910      | 20,51      | 25      | 25          |
| 2019            | 441.236      | 31,15      | 35      | 10          |
| 2021            | 398.678      | 27,17      | 22      | 13          |